# Coelioxys loricula
Coelioxys loricula är en biart som beskrevs av Smith 1854. Coelioxys loricula ingår i släktet kägelbin, och familjen buksamlarbin. Inga underarter finns listade i Catalogue of Life.